# Бургер, Схалк
Схалк (Схалла) Бургер — младший (африк. Schalk "Schalla" Burger Jr.) — южноафриканский регбист, представлявший национальную сборную, играл на позициях фланкера и восьмого.

## Биография
Отец игрока, Схалк Бургер-старший, представлял «Спрингбокс» в эпоху международной изоляции ЮАР в 1980-е годы и играл на позиции лока (игрока второй линии). Бургер-младший получил образование в школе Paarl Gimnasium, во время учёбы в которой демонстрировал успехи в различных видах спорта.
Бургер играл в молодёжной сборной ЮАР (до 21 года), которая стала чемпионом мира 2002 года. В 2003 году, уже будучи капитаном молодёжного состава, спортсмен получил вызов в первую сборную. Дебют Схалка в составе «Спригбокс» состоялся в матче кубка мира 2003 года против Грузии.

### 2004
Бургер продолжил выступать за сборную, средний возраст игроков которой заметно снизился. Новый тренер, Джейк Уайт, смог должным образом мотивировать команду на игры Кубка трёх наций — южноафриканцы завоевали трофей впервые с 1998 года, когда «Спрингбокс» тренировал Ник Маллетт.
Спортсмен провёл лучший свой сезон, и представители Международного совета регби не обошли этот факт вниманием. Игрок получил самую престижную персональную награду мира регби — звание Игрока года. Бургер стал самым молодым лауреатом данного номинации. Кроме того, уроженец Порт-Элизабет был признан лучшим южноафриканским игроком сезона.

### 2006

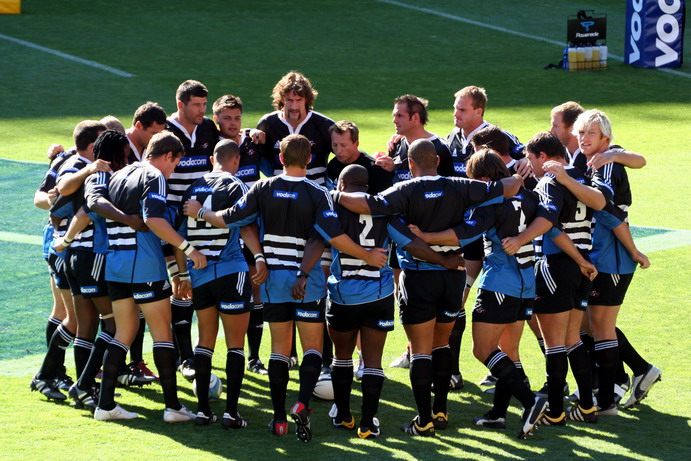
«Стормерз» в 2006 году. Бургер справа, смотрит в объектив

После довольно посредственного сезона Супер 14 в 2006 году, в котором Бургер показывал красоту своей игры лишь изредка, регбист снова попал в расположение сборной для предстоящих игр в продлённом сезоне Кубка трёх наций. 17 июня 2006 года, в тестовом матче с Шотландией, Бургер получил серьёзную травму шеи. На следующий день стало, очевидно, что спортсмену необходимо хирургическое вмешательство, и по крайней мере остаток сезона Бургер пропустит. Травма и операция были настолько тяжелыми, что тренер Уайт заявил: «Не хочу делать поспешных выводов, но существует вероятность, что он никогда не сможет играть снова». Отец Бургера сообщил кейптаунской радиопередаче, что повреждение находится между шестым и седьмым шейнымии позвонками и добавил, что довольно низкое расположение травмы может стать залогом полного выздоровления. 24 июня, в день операции, национальный Регбийный союз сообщил о её успешном осуществлении. Также было объявлено, что игрок рассчитывает вернуться на поле после шести или восьми месяцев реабилитации.

### 2007: чемпионат мира

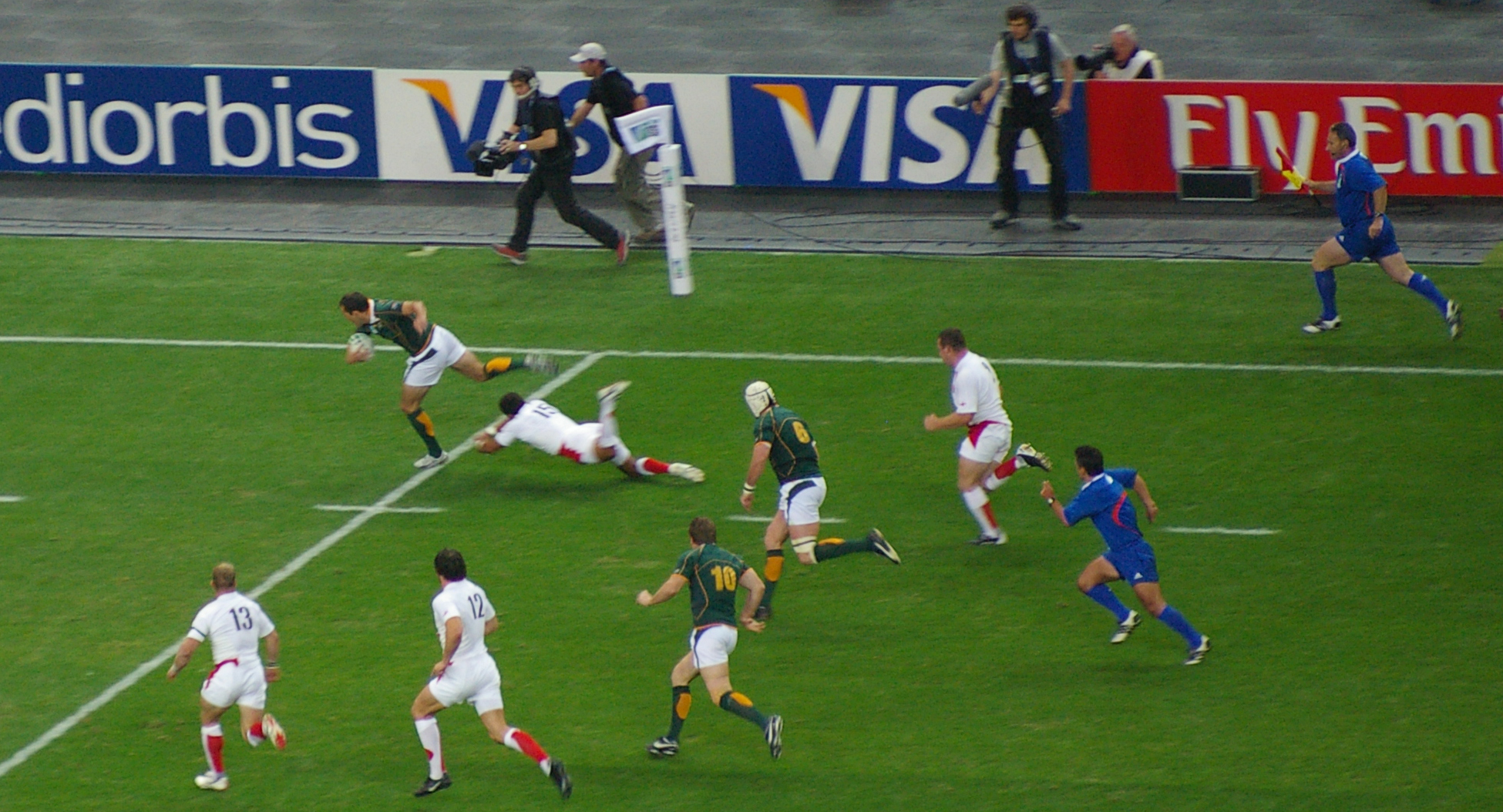
Матч «Спрингбокс» и сборной Англии на чемпионате мира 2007 года

После восстановления игрок вернулся в состав «Стормерз». 13 января 2007 года состоялась первая игра Бургера после перерыва. Спортсмен провёл 55 минут в матче с «Буллз». Команда Бургера проиграла, однако спортсмен провёл неплохой матч и снова показал некоторые грани своего таланта. Период нестабильности на старте сезона подошёл к концу в гостевом матче с «Чифс»: команда не без участия Бургера выиграла и набрала первые очки в турнирной таблице (21:16).
В середине сезона игрок стал частью сборной, отправившейся на французский чемпионат мира. Появились слухи о том, что по окончании мирового первенства игрок может перейти в английский клуб «Харлекуинс». Первый матч «Спрингбокс» со сборной Самоа стал примечателен благодаря запрещённому приёму (высокий захват), который Бургер провёл на игроке Самоа Джуниоре Полу. 11 сентября дисциплинарный комитет вынес решение о дисквалификации южноафриканского игрока на четыре матча. Таким образом, Бургер мог снова сыграть только в полуфинале, если, разумеется, команда вышла бы в этот раунд. Однако стараниями южноафриканской стороны длительность наказания была сокращена до двух матчей. По истечении срока Бургер вернулся в состав и вместе с командой стал чемпионом мира. В финале сборная ЮАР обыграла англичан (15:6) и вернулась на родину с кубком Уэбба Эллиса. Участвуя в двух чемпионатах мира, южноафриканцы выиграли два.

### 2008—2009
В марте 2008 года Бургер снова был наказан. В этот раз причиной стал конфликт с арбитром зачётной зоны в гостевом матче «Стормерз» против «Шаркс». Оскорблённый рефери сообщил об инциденте главному арбитру, который не заметил нарушения. Покидая поле, Бургер жестикулировал и кричал в сторону арбитра зачётной зоны. В результате спортсмен получил двухнедельную дисквалификацию. По итогам сезона «Стормерз» не попали в плей-офф, однако были близки к этому. Новый тренер «Спрингбокс» Питер де Вильерс вызвал Бургера на игры Кубка трёх наций — 2008.

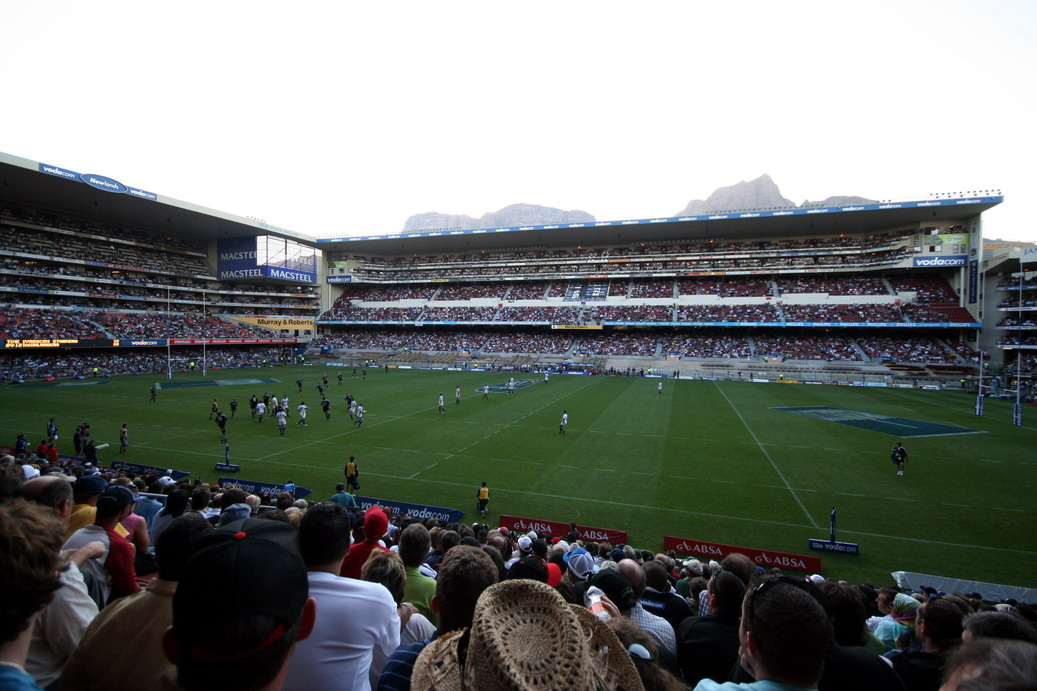
Матч «Стормерз» на стадионе «Ньюлэндс»

В 2009 году Бургер попал в заявку «Спрингбокс» на матч против сборной команды «Британские и ирландские львы». До этого игрок не выходил на поле в течение долгого времени, поскольку в апреле травмировал голень. На первой минуте матча против «Львов» Бургер коснулся глаза британца Люка Фицджеральда. Рефери зачётной зоны Брайс Лоуренс заметил это и сообщил главному судье Кристофу Бердо, который показал Бургеру жёлтую карточку. Впоследствии южноафриканец в очередной раз получил наказание от дисциплинарного комитета — на этот раз Бургер должен был находиться вне игры в течение восьми недель. После этого представитель судебной системы Алан Хадсон расследовал инцидент и постановил, что субъективная сторона нарушения не характеризуется намерением коснуться именно области глаза, однако контакт с лицом соперника был умышленным. По мнению Хадсона, Бургер действовал «вопреки принципам хорошего спортсмена». Бургер отреагировал на заявление следующим образом: «… Я с предельным уважением отношусь к традициям замечательной игры регби. В течение моей жизни и карьеры я всегда подходил к игре с намерением действовать жёстко и честно. Я не головорез от регби и я никогда не стану намеренно выдавливать глаза или совершать другие подобные запрещённые действия.».

### 2010—2012
Бургер защищал честь страны в шести матчах Кубка трёх наций 2010 года. Первый матч с «Олл Блэкс» состоялся в Окленде 10 июля — Бургер начал игру в роли левого фланкера. Тогда «Спрингбокс» уступили со счётом 12:32. Аналогичный исход наблюдался и во второй игре соперников (17:31), однако в том матче Бургер отметился попыткой. Ещё одна попытку игрок занёс в третьей игре с «Олл Блэкс», которую южноафриканцы также проиграли (22:29). В итоге сборная ЮАР финишировала третьей, победа же досталась Новой Зеландии.
В 2011 году Бургер отправился в Новую Зеландию защищать титул чемпиона мира. Он сыграл в первом матче против Уэльса, который стал победным для «Спрингбокс» (17:16). Бургер провёл все три матча группового этапа. Однако уже в игре 1/4 финала против Австралии «спрингбоки» проиграли и выбыли из розыгрыша.